# Sidamukti (Majalengka)
Sidamukti is een bestuurslaag in het regentschap Majalengka van de provincie West-Java, Indonesië. Sidamukti telt 3490 inwoners (volkstelling 2010).